# Аландская прогрессивная группа
 Аландская прогрессивная группа  (швед. Ålands Framstegsgrupp) — политическая партия Аландских островов, которая участвовала на выборах в парламент Аландских островов в 1999 и на выборах 2003 года. 
В 1995—1999 годах произошёл партийный раскол Беззаботного содружества. На выборах 2003 года партия получила 3,4 % голосов и 1 из 30 мест в Парламенте Аландов. В 2007 году партия перестала функционировать, потому что её единственный представитель в Лагтинге Рональд Бомен ушёл на пенсию.